# ケメロヴォ国際空港
ケメロヴォ国際空港（ケメロヴォこくさいくうこう、ロシア語:  Международный аэропорт Кемерово、英語: Kemerovo International Airport）は、ロシア・ケメロヴォにある空港。

## 概要
ケメロヴォ国際空港は、同名の都市の中心から南に8 kmのところに位置している。国内線と国際線の両方を運航している。
国内線と国際線の2つのターミナルがあり、ビジネスラウンジとVIPラウンジが存在する。そのほか、税関サービス、ホテル、貨物ターミナルも併設されている。国内線は乗客数460人/時、国際線は乗客数200人/時を収容する能力がある。

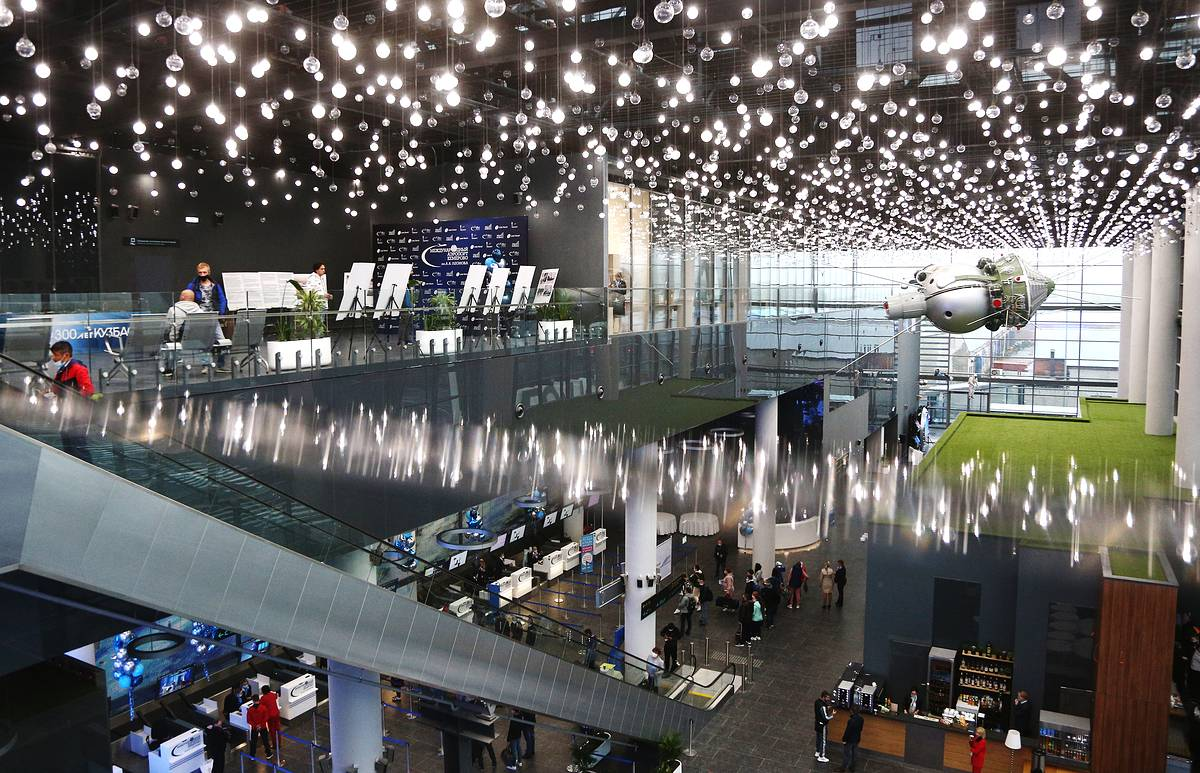
Интерьер нового терминала Кемеровского аэропорта им. А.А. Леонова

## 就航航空会社と就航都市
| 航空会社                   | 就航地                      |
| -------------------------- | --------------------------- |
| アエロフロート・ロシア航空 | モスクワ/シェレメーチエヴォ |
| S7航空                     | ノヴォシビルスク            |
| ポベーダ                   | モスクワ/シェレメーチエヴォ |
| ノードウィンド航空         | サンクトペテルブルク、ソチ  |
| UVTアエロ                  | カザン、クラスノヤルスク    |
| レッドウィングス航空       | エカテリンブルグ            |